# EBCスーパータイム
『EBCスーパータイム』（イービーシー スーパータイム）は、1990年4月2日から1997年3月30日までテレビ愛媛で夕方に放送されていた愛媛県向けのローカルワイドニュース番組である（『FNNスーパータイム』の愛媛県ローカル扱い）。正式タイトルは『EBCスーパータイム FNN』。

## 概要
1990年4月、『スーパータイムEBC600』とその日曜版にあたる『スーパータイムEBC530』の後番組として、放送開始時間を示す「600or530」を外した形でリニューアル版としてスタートした。天気予報は前番組と同様に別番組扱いとして放送されていた（放送終了から5分間）。

## ニュースキャスター

### 平日
- 山田幸子
- 岡本匡史
- 三好千博

ほか

## 放送時間
※いずれも日本標準時。

### 平日
- 18:00 - 18:55（1990年4月2日 - 1997年3月28日）

### 土曜日
- 18:00 - 18:25（1990年4月7日 - 1997年3月29日）

### 日曜日
- 17:30 - 17:55（1990年4月8日 - 1997年3月30日）